# Martino Goretti
Martino Goretti  (ur. 27 września 1985 r. w Lecco) – włoski wioślarz, czterokrotny mistrz świata, dwukrotny mistrz Europy.

## Igrzyska olimpijskie
Na igrzyskach zadebiutował w 2012 roku w Londynie, występując w konkurencji czwórek bez sternika wagi lekkiej. W składzie osady zasiedli również: Daniele Danesin, Andrea Caianiello i Marcello Miani. W eliminacjach zajęli czwarte miejsce, dostając się do repasaży. Tam po dopłynięciu na metę na drugiej pozycji zdołali awansować do półfinału. Półfinał zakończyli na piątym miejscu, co dało możliwość wystąpienia w finale B. W ostatnim występie zajęli szóstą pozycję i ostatecznie zostali sklasyfikowani na 12. miejscu.
Cztery lata później w Rio de Janeiro wziął udział w regatach czwórki bez sternika wagi lekkiej wraz z Stefano Oppo, Livio La Padulą i Pietro Rutą. Po wygraniu swojego wyścigu w eliminacjach awansowali bezpośrednio do półfinału. Tam ponownie okazali się najlepsi na torze i awansowali do finału. Tam na metę dopłynęli na czwartej pozycji, tracąc do podium 2,67 sekundy.